# Eupatorium tacuarembense
Eupatorium tacuarembense là một loài thực vật có hoa trong họ Cúc. Loài này được Hieron. & Arechav. ex Hieron. & Arechav. mô tả khoa học đầu tiên năm 1904.